# Putanges
Putanges is een plaats en voormalige gemeente in het arrondissement Argentan in het Franse departement Orne in de regio Normandië. Putanges ligt op de zuidelijke oever van de Orne.

## Geschiedenis
De gemeente Pont-Écrepin werd in 1965 aangehecht bij de gemeente Putanges, die werd hernoemd naar Putanges-Pont-Écrepin. Op 1 januari 2016 fuseerde deze gemeente met Chênedouit, La Forêt-Auvray, La Fresnaye-au-Sauvage, Ménil-Jean, Rabodanges, Les Rotours, Saint-Aubert-sur-Orne en Sainte-Croix-sur-Orne tot de commune nouvelle Putanges-le-Lac. Het gemeentehuis bevindt zich in Putanges.

## Bezienswaardigheden

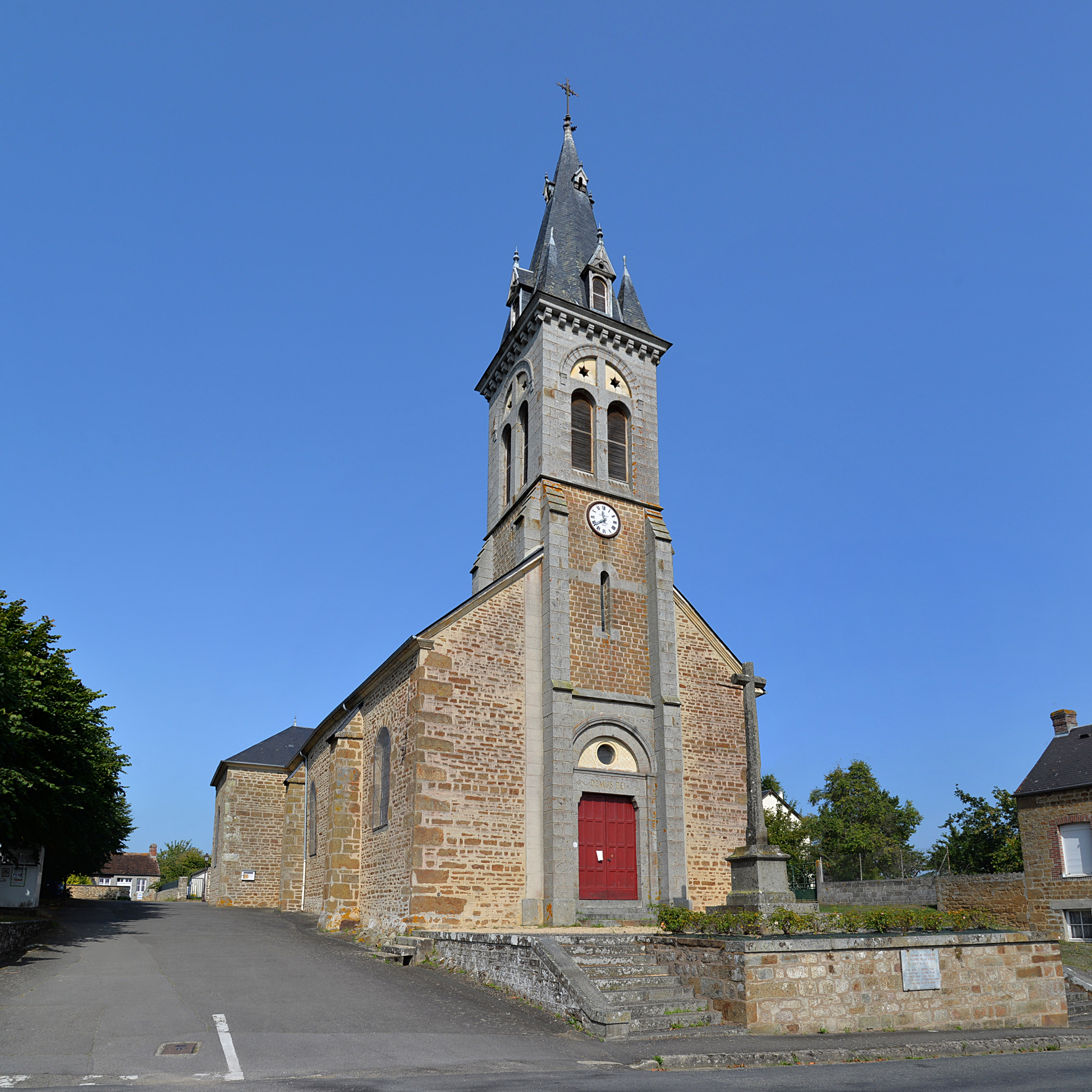
De Sint-Pieterskerk van Putanges

- De Église Saint-Pierre

Chênedouit · La Forêt-Auvray · La Fresnaye-au-Sauvage · Ménil-Jean · Pont-Écrepin · Putanges · Rabodanges · Les Rotours · Saint-Aubert-sur-Orne · Sainte-Croix-sur-Orne